# Sonates de Domenico Scarlatti

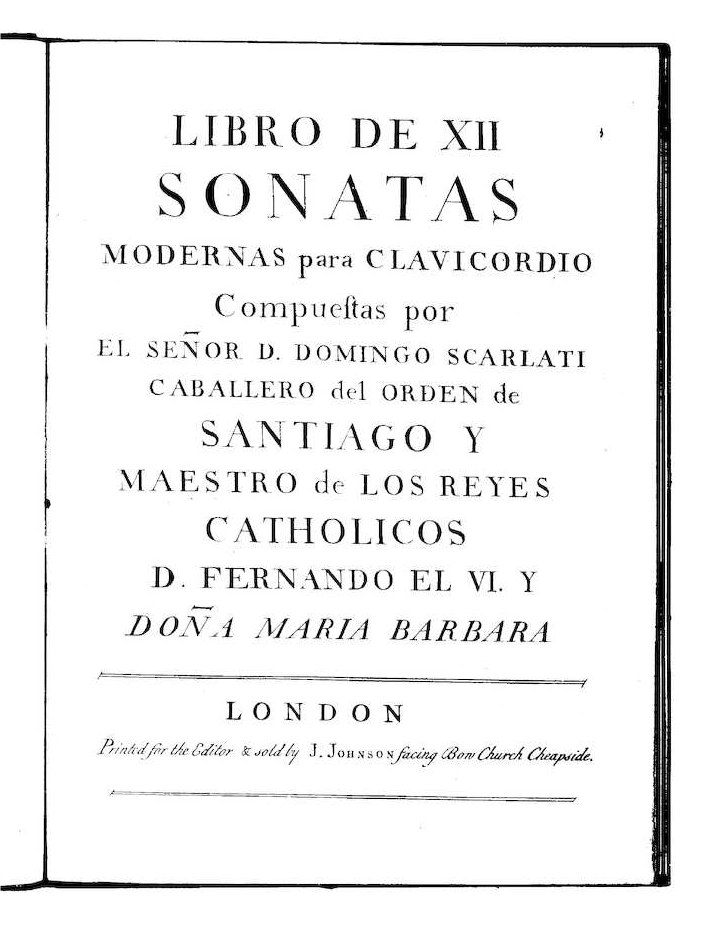
Edició de dotze sonates de D.Scarlatti per John Johnson (Londres, 1752)

Les Sonates de Domenico Scarlatti foren compostes per Giuseppe Domenico Scarlatti (1685-1757) un compositor Italià del Barroc que va compondre al llarg de la seva vida 555 sonates per a teclat, la majoria durant els seus anys de servei a les monarquies portuguesa i espanyola, que han esdevingut peces fonamentals en el repertori de teclistes.

## Context
Des de principis del segle xvii, la majoria de monarquies europees passaren a considerar entre els seus objectius fonamentals la formulació d'un art oficial, estretament controlat i dirigit, i la cort passà a ser un gran centre cultural. J. Ll. Palos parla de "un verdadero ejército de constructores de la gloria”, integrat per escriptors, pintors, arquitectes, músics i escenògrafs que desenvoluparen una cultura cortesana destinada a definir el fast i la solemnitat de les cerimònies públiques, un llenguatge formal al servei de l'exaltació del rei.
La casa reial espanyola al segle xviii centralitzà un nucli d'alt valor artístic, especialment en relació amb les diversions o espectacles teatrals i amb la música de tecla. Segons C. Bordas, Maria Bàrbara de Bragança, esposa de Ferran VI, és la figura musical més rellevant, després de l'arribada de la qual a Madrid el 1729 la vida musical de Palau s'enriquí amb els espectacles de Farinelli (que era a Espanya des del 1737 al servei de Felip V) i amb el sorgiment d'una escola de tecla creada al voltant de la figura de Scarlatti que pervisqué durant tot el segle. Fins als primers anys del segle xviii el clave a Espanya era considerat un instrument acompanyant o d'estudi, però amb Maria Bàrbara de Bragança adquireix la posició d'instrument solista, i a part de Scarlatti també seran importants en la creació per a aquest instrument altres compositors contemporanis de la Cort, com Carlos Seixas i Sebastián de Albero.
La societat espanyola era altament jerarquitzada. En el model de vida nobiliària, quasi tota la jornada estava dedicada a l'oci, mentre que per a la majoria de gent aquest era molt reduït. Els homes tenien molta més llibertat que les dones i en acabar la feina se solien reunir una estona a la taverna o al mesón per parlar, beure i jugar, que devia ser on Scarlatti conegué la música popular. Pensem que la música, unida al ball, tenia un paper molt important en la diversió de totes les classes socials. Entre els nobles, saber música, tocar instruments, cantar i ballar eren activitats considerades imprescindibles per dur la vida de qualitat que pretenien, i hi dedicaven bona part del temps, com a plaer individual i com a pràctica de relacions socials. Igualment, per a les classes populars, la música i el ball eren molt importants en les festes.
Com s'observa en les sonates de Scarlatti, es produïa el que M. Pérez Samper denomina un fenomen de “circularitat cultural”, en el qual mentre la música culta es feia famosa i les seves melodies es difonien entre les classes populars, també les músiques i balls del poble servien d'inspiració als grans artistes, que els recreaven com a obres cultes. Per tant, hem de pensar que la inspiració popular de les sonates de Scarlatti no és única, i de fet es troba en altres compositors contemporanis a ell com Cantallops, autor d'una sonata en Do menor amb suggeriments de zapateado, plasmada en un manuscrit de peces per a teclat que posseïa el Duc de Villahermosa, don Alfonso Urzaiz y Azlor de Aragón.

## Característiques formals
Les sonates de D. Scarlatti tenen una estructura binària composta per una primera part a mode d'exposició i una segona part que repeteix, amb algunes variacions, els elements melòdics i rítmics que havien aparegut ja en la primera. Cada part es repeteix i acaba amb cadències similars, la primera sovint en la dominant i la segona en la tònica. Es tracta d'una estructura típica de les sonates de l'època, que trobem en altres sonates per a tecla de compositors contemporanis de Scarlatti, com Antoni Soler.

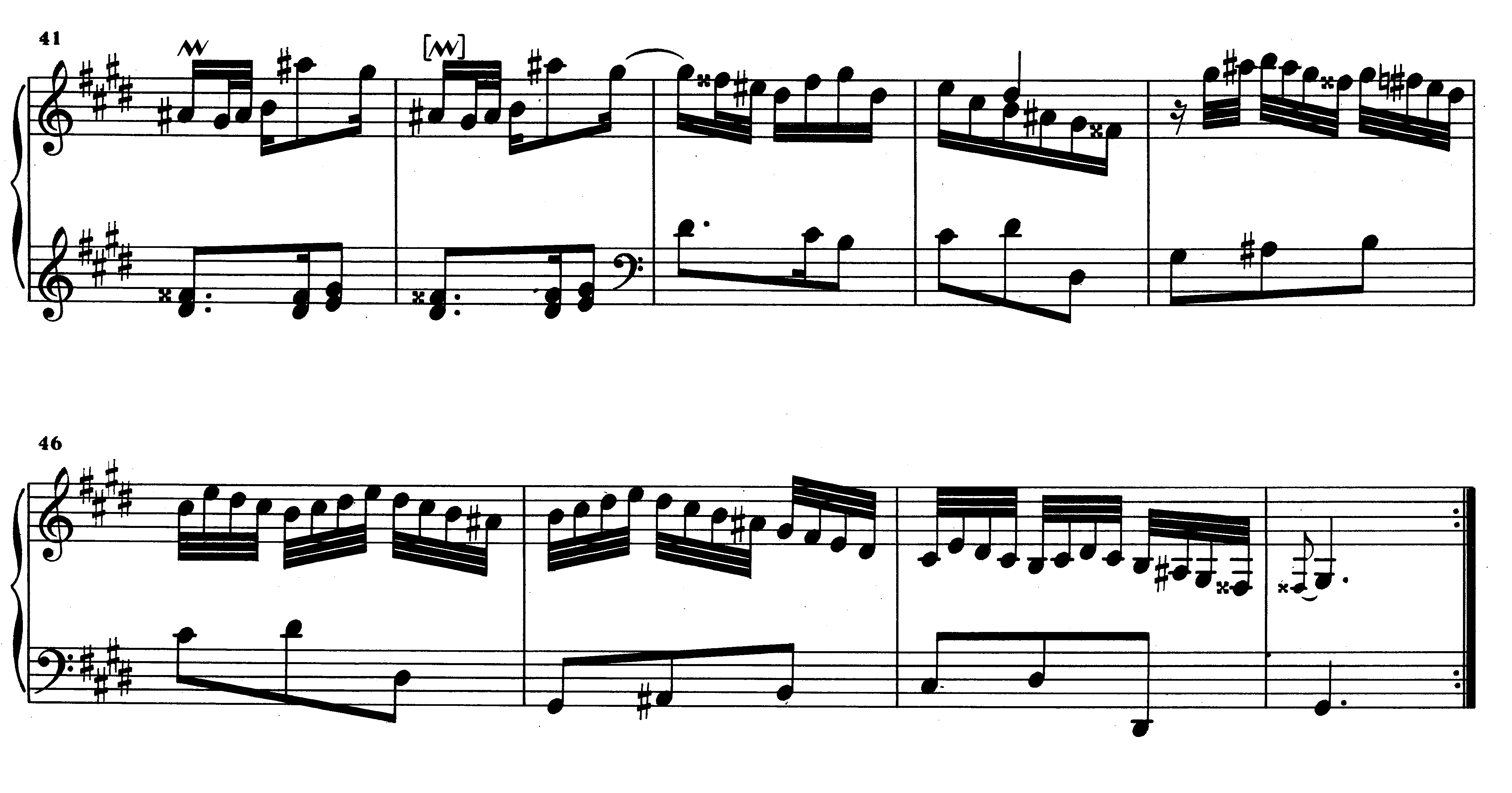
Darrers nou compassos de la primera part de la sonata K.247, en Do # menor. Conclou amb una cadença a Sol# menor.

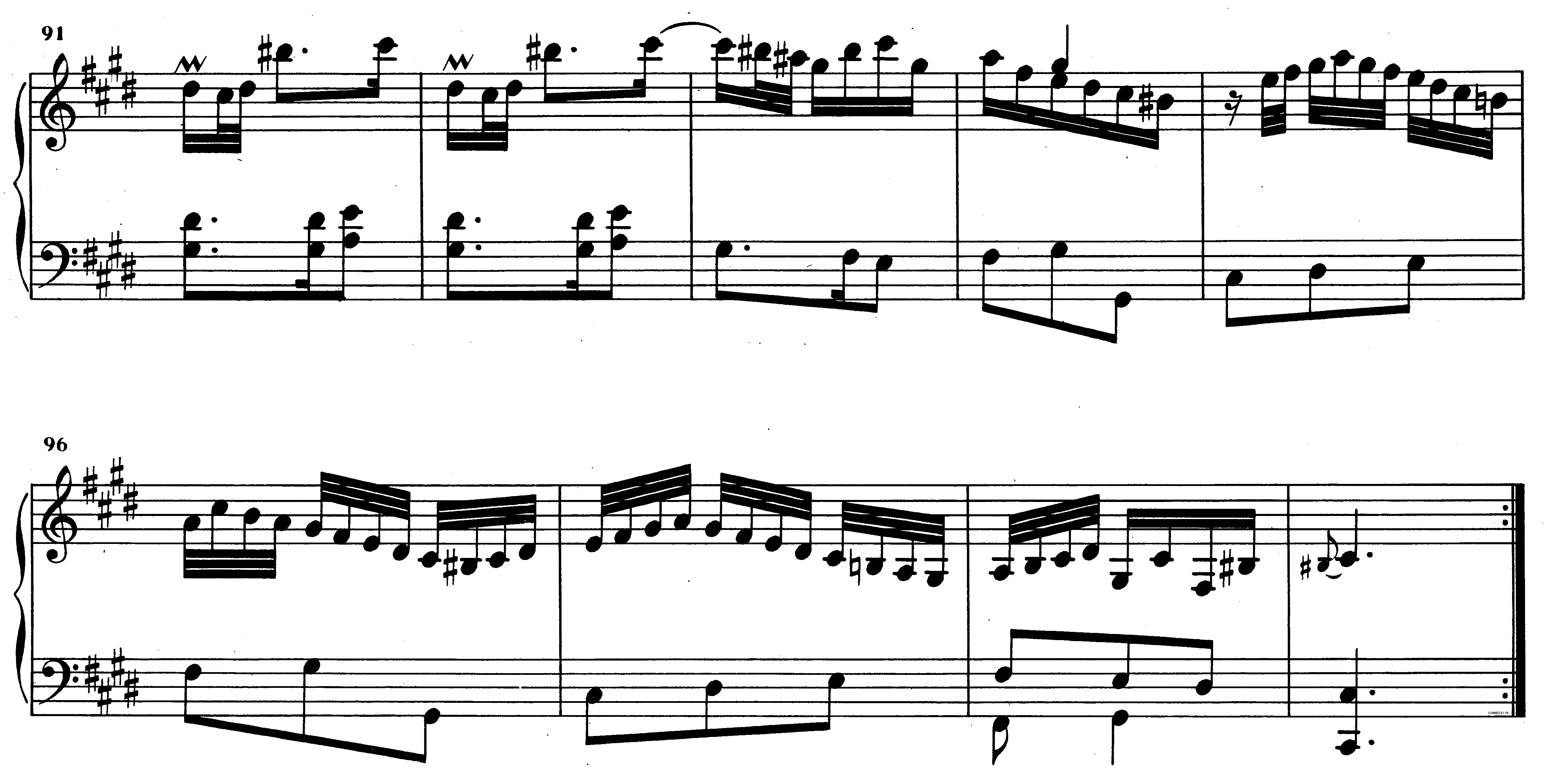
Darrers nou compassos de la segona part de la sonata K. 247. Conclou amb una cadença molt similar a la utilitzada en el final de la primera part però, aquest cop, sobre la tònica, Do# menor.

Segons Alain de Chambure, l'arquitectura de les sonates de Scarlatti és simple, però rica en seqüències, motius i tots els artificis de la retòrica musical, que donen com a resultat obres d'una gran vitalitat.
Els ritmes es caracteritzen per una pulsió constant, a vegades reforçada per cèl·lules rítmiques en ostinato. Els motius musicals són molt rics i variats en cada sonata, per la qual cosa s'ha dit que el compositor explora totes les capacitats del teclat de l'instrument, exploració que en algunes sonates condueix a dificultats d'execució per a l'intèrpret, amb salts d'octaves o més grans, arpegis complicats, escales rapidíssimes o creuaments de mans, com en la sonata K. 56, en Do menor.

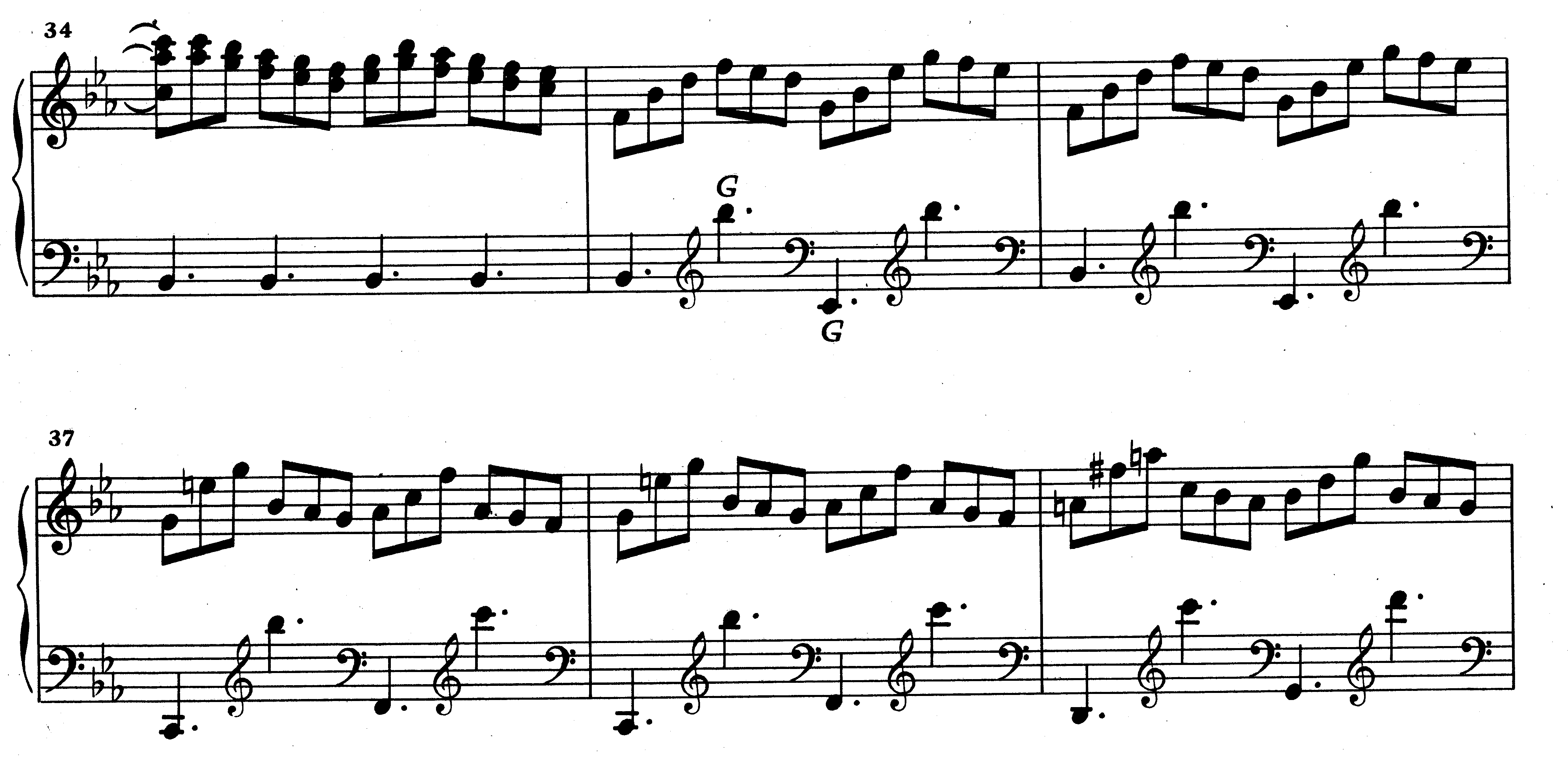
Fragment de la sonata K. 56. En la partitura s'observa la sèrie de salts superiors a l'octava (arriben a la quinzena) que el músic ha de tocar amb la mà esquerra, mentre manté la mà dreta en un mateix registre, fet que provoca nombrosos creuaments seguits.

A més, Scarlatti accentua el discurs mitjançant la introducció de notes estranyes tant en els temes com en els acords, reforçant el fraseig o el seu acompanyament.
Un dels trets més extraordinaris de les sonates en el context de l'època és la gran habilitat en les modulacions: unes són en progressió, altres apareixen en intervals i a vegades són abruptes, casos en què l'oient és portat sense transició a una altra regió tonal, de vegades molt allunyada (sovint a un to sencer o a una tercera de distància).

De Chambure inclou en la seva anàlisi de les sonates un apartat referent a l'orquestració, i és que observa en l'obra per a teclat –a la qual Scarlatti es dedicà els darrers trenta anys de la seva vida– l'experiència apresa en la composició operística i per a orquestra: 
«plus qu’aucun autre compositeur de son temps, Scarlatti introduït dans ses sonates des éléments proprement orchestraux, des références à d'autres instruments. C’est bien souvent l'écho d'une guitare ou d'une mandoline (notes répétées), ailleurs c’est le renforcement des percussions ou le dessin des sonneries de trompettes»
«més que qualsevol altre compositor del seu temps, Scarlatti introdueix en les seves sonates elements pròpiament orquestrals, referències a altres instruments. Sovint és el ressò d'una guitarra o una mandolina (notes repetides), en altres llocs és el reforç de les percussions o el dibuix de les sonades de trompetes»
Pel que fa a la textura, algunes sonates presenten diferents veus, com si anessin destinades a un trio o un quartet, altres incorporen elements polifònics i altres presenten el que convencionalment s'ha anomenat melodia acompanyada.
Les característiques de l'obra completa de les sonates queden ben reflectides als Essercizi per gravicembalo (sonates K.1-K.30, seleccionades pel mateix compositor), que contenen tocattas (K. 1, 4, 12), peces concertants o polifòniques (K. 3, 8, 30) i danses espanyoles (K. 2, 5, 17, 24). La majoria indiquen tempos ràpids, quinze Presto, catorze Allegro i només l'última Moderato. De fet, el compositor es guanyà la fama d'ignorar els moviments lents. Algunes poques vegades, no obstant això, associa Andante i Allegro en la mateixa sonata o parella de sonates, com en la K. 151, indicant una voluntat lírica de forts contrastos. La forma és majoritàriament tancada –excepte en la K. 19, de forma lliure–, típica de les peces binàries del segle xviii, però els procediments tals com la permutació de les seqüències musicals de les dues parts provoquen una estructura asimètrica, on sovint s'abandona la tradicional dominant a la doble barra, de manera que la meitat de les sonates en mode menor s'articulen cap al relatiu major (K. 3, 5, 7, 9, 10, 15, 19, 27). En altres peces no recollides en els Essercizi, Scarlatti explotarà l'efecte sorpresa a partir de l'aparició de nous motius i de desenvolupaments del material temàtic en la segona part de les sonates. Això mateix passa en la K. 56, on abans de la coda inclou una figuració contrastant de fuses en escales descendents seguides de corxeres que no havia aparegut en cap moment de l'obra.

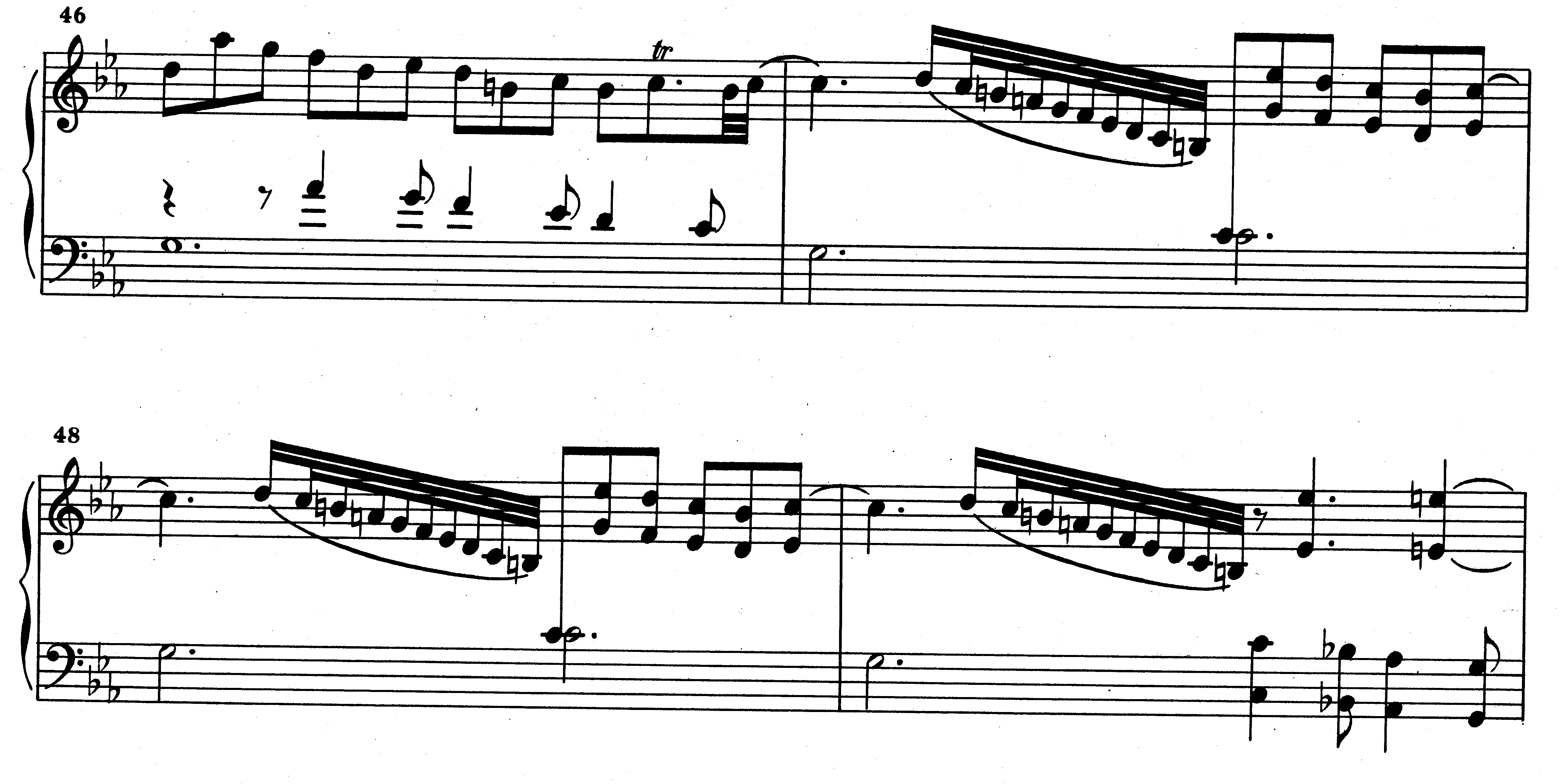
Fragment de la segona part de la sonata K. 56, on apareix un material temàtic nou dins l'obra en forma de fuses com a efecte sorpresa.

Finalment, en els Essercizi també podem apreciar el gust del compositor per les tonalitats amb bemolls, ja que només onze de les trenta sonates tenen una armadura amb sostinguts, de la mateixa manera que la majoria són de tonalitat menor. En aquest sentit s'ha de tenir present que foren escrites a l'antiga, amb no més de tres alteracions a la clau: Sol menor amb un bemoll, La major amb dos sostinguts, etc.

## Intencionalitat
«Lecteur,
Que tu sois dilettante ou Professeur, ne t’attends pas à trouver dans ces compositions une intention profonde, mais le jeu ingénieux de l'art, afin de t’exercer à la pratique du clavecin. Je n'ai recherché dans leur publication, ni l'intérêt, ni l'ambition, mais l'utilité. Peut-être te seront-elles agréables; dans ce cas j’exécuterai d'autres commandes dans un style plus facile et plus varié pour te plaire. Montre-toi donc plus humain que critique, et ainsi tes plaisirs en seront plus grands. Pour t’indiquer la position des mains, je t’avise que par le D j’indique la droite, et par le M la gauche: sois heureux». 
«Lector, 
Tant si ets amateur com professional, no esperis trobar en aquestes composicions una intenció profunda, sinó el joc enginyós de l'art, a fi d'exercitar-te en la pràctica del clavecí. No he cercat en la seva publicació ni l'interès, ni l'ambició, sinó la utilitat. Potser et seran agradables; en aquest cas executaré altres comandes en un estil més fàcil i més variat per al teu plaer. Mostra't, doncs, més humà que crític, i així els teus plaers seran majors. Per a indicar-te la posició de les mans, t'aviso que amb la D t'indico la dreta, i amb la M l'esquerra: sigues feliç».
Amb aquestes paraules D. Scarlatti convidava a la interpretació de les seves sonates en el prefaci de l'únic recull publicat per ell mateix. Com expressa De Chambure, és una fórmula sorprenent en comparació amb les utilitzades per altres mestres de l'època, "els molt humils i fidels servidors", o les lletres "S.D.G." de Johann Sebastian Bach que indiquen que dedica únicament la seva obra a la glòria de Déu. Per tant, Scarlatti utilitza una fórmula moderna i directa que reflecteix l'esperit de la seva música, una música abundant, sense estats d'ànim, sense teories, feta pel plaer de tocar, característiques que es relacionen amb les seves peculiaritats d'estil.

## Característiques estilístiques
Per a L. Á. de Benito, l'estil de Scarlatti presenta dissonàncies atrevides i salvatges, fins i tot agressives, que imiten la mà del gitano a la guitarra, i que Bach, Händel, Mozart i Beethoven mai no es van atrevir a utilitzar. De fet, Scarlatti és el pioner a dignificar la música popular convertint-la en música de saló. El 1927, F. Malipiero manifestà haver identificat havaneres i malagueñas en les sonates de Scarlatti, i J. Clark el 1976 identificà saetas, bulerías, passatges cromàtics flamencs i peteneras. Així mateix, s'hi han identificat seguidilles, fandangos, canarios, jotes i zapateados. A més, R. Puyana també considera que algunes sonates reprodueixen boleros mallorquins, com la K. 380 o la K. 491. Igualment, hem de tenir en compte que en la música popular hispànica romanien influències de la cultura àrab com la tonalitat frígia, i la cadència frígia és present en algunes sonates com la K. 492.
S'ha dit que Scarlatti absorbeix el proto-flamenc a Sevilla, però, seguint Kirkpatrick, de Benito dubta d'això i proposa que l'absorbeix en els mesones o hostals de Madrid. En tot cas, però, aquestes obres no només s'inspiren en la música popular hispànica, sinó que també hi trobem influències de música popular italiana i cançons nadalenques, com en la K. 513, que inclou una pastoral siciliana i una possible tarantel·la de Santa Clara. I també s'inspira en la música de l'entorn de la Cort, com el “toque de los infantes”, que segons de Benito plasma en la K. 33, i en la de les festes religioses, sobretot les processons de Setmana Santa, com en la K. 490.
D'altra banda, és difícil classificar les sonates de Scarlatti dins un estil general determinat de la història de la música, ja que, tot i que generalment es considera la primera meitat del segle xviii com el període Barroc tardà i la segona com el període Clàssic, en realitat, com expliquen Burkholder, Grout i Palisca, el segle xviii es pot considerar com un període en si mateix caracteritzat pels canvis, en què elements del que es configuraria com l'estil Clàssic estan presents ja a l'inici i ecos del Barroc encara perviuen al final. Així, l'estil general d'aquestes sonates en el context artístic de l'època ha estat identificat per diferents especialistes com a barroc, com a precursor del classicisme o com a estil propi basat en la música popular espanyola.
A. Tudurí, B. Serra i A. Díaz han analitzat una mostra de 390 sonates de forma matemàtica a partir del seu format MIDI comparant-les amb peces purament barroques i clàssiques, anàlisi que els ha donat com a resultat que les sonates de Scarlatti es troben més pròximes al Classicisme que al Barroc en una proporció del 70%. De Benito no dubta a qualificar aquestes sonates d'estil rococó, i R. Alier les considera d'estil galant. De fet, la definició d'estil galant de Daniel Gottlob Türk (1750-1813) encaixa perfectament amb les característiques quant a la llibertat de regles d'harmonia i modulació que s'observa en les sonates, alhora que, segons Burkholder, Grout i Palisca, l'estil galant feia èmfasi en una melodia formada per gestos curts sovint repetits organitzats en frases de dos, tres o quatre compassos que es combinaven en unitats més grans i es puntuaven per mitjà de cadències freqüents, cosa que, per exemple, s'observa clarament en la sonata K.247. Però segons aquests darrers autors, l'estil de les sonates de Scarlatti no es pot denominar galant perquè, tot i que empra seccions que recorden l'estil galant, l'acompanyament harmònic no és sobri sinó que té una importància primordial, atorgant una propulsió als motius melòdics. Segons Ottaway, seria un estil a mig camí entre el món de la polifonia antiga i el de l'era galant.

## Instrument

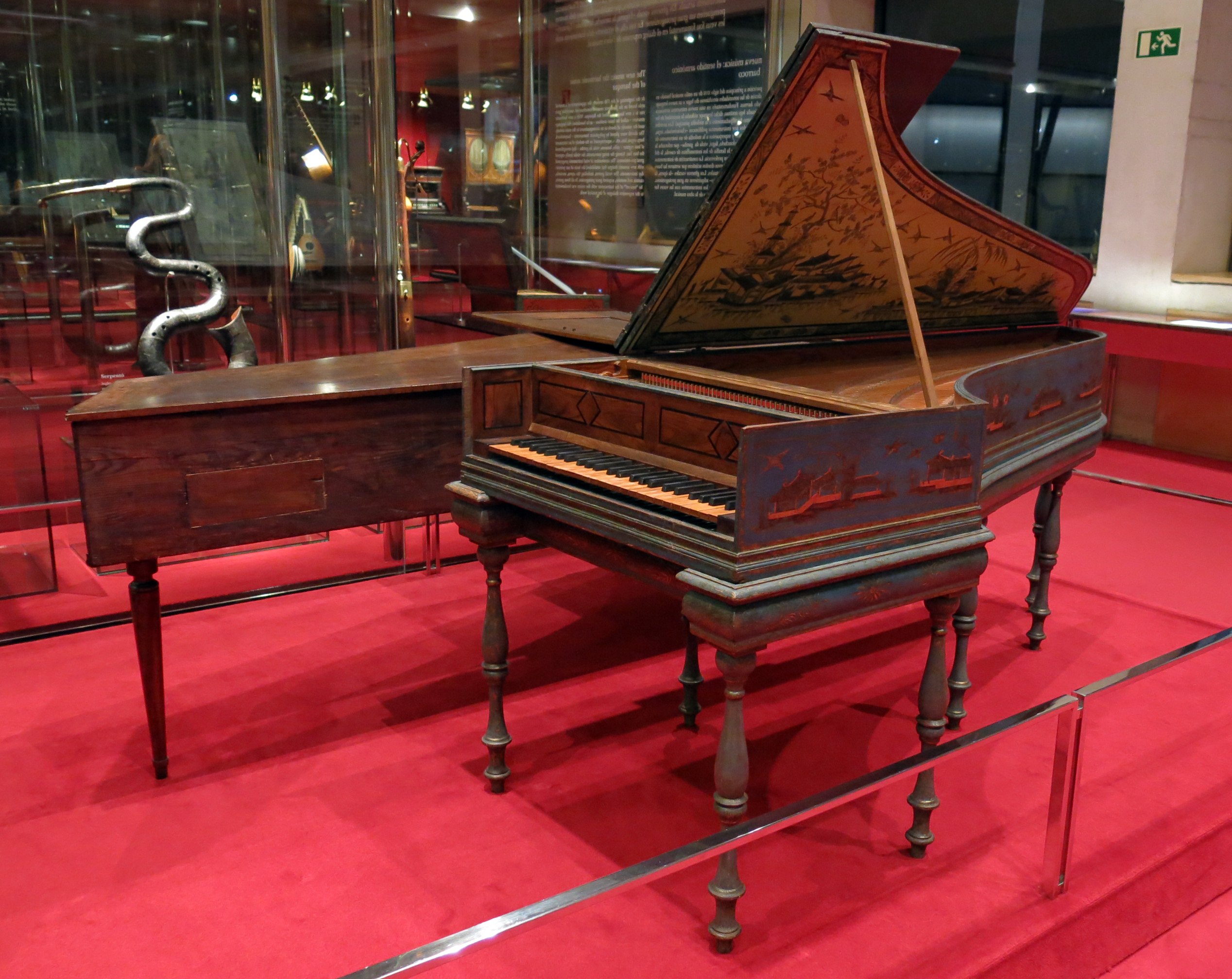
Clavicèmbal del 1737 (Museu de la Música de Barcelona)

Pel que fa a l'instrument al qual anaven dedicades aquestes sonates, els manuscrits de Venècia i Parma especifiquen “cembalo”, mentre que les referències espanyoles a “clavicordio” generen confusió, atès que, com diu Pagano, poden referir-se a “clavicordio de plumas” o a “clavicordio de piano”, essent aquest darrer l'antecedent del piano actual, que Domenico Scarlatti anomenava “arpicembalo che fa il piano e il forte”, instrument creat per B. Cristofori per a Ferran de Mèdici, i que el compositor havia tingut ocasió de tocar a Florència. Hem de tenir en compte que les primeres sonates escrites específicament per a piano són les 12 Sonate da cimbalo di piano e forte detto volgarmente di martelletti, de Lodovico Giustini, dedicades a don Antoni de Bragança, l'oncle de Maria Bàrbara, datades del 1714. A més, la reina tenia, segons el seu inventari, tres “Clavicordios de piano, echos en Florencia”; i Farinelli tenia un instrument construït a Madrid per don Diego Fernández que, a part de tocar pianos i fortes, tenia pedals i diferents registres, cosa que entusiasmava la reina. En tot cas, sembla que Scarlatti, tot i que tocà instruments de martellet tant a Itàlia com a la Península Ibèrica, organitzà les seves sonates per al clavecí estàndard, instrument que coneixia a la perfecció.

## Fonts manuscrites

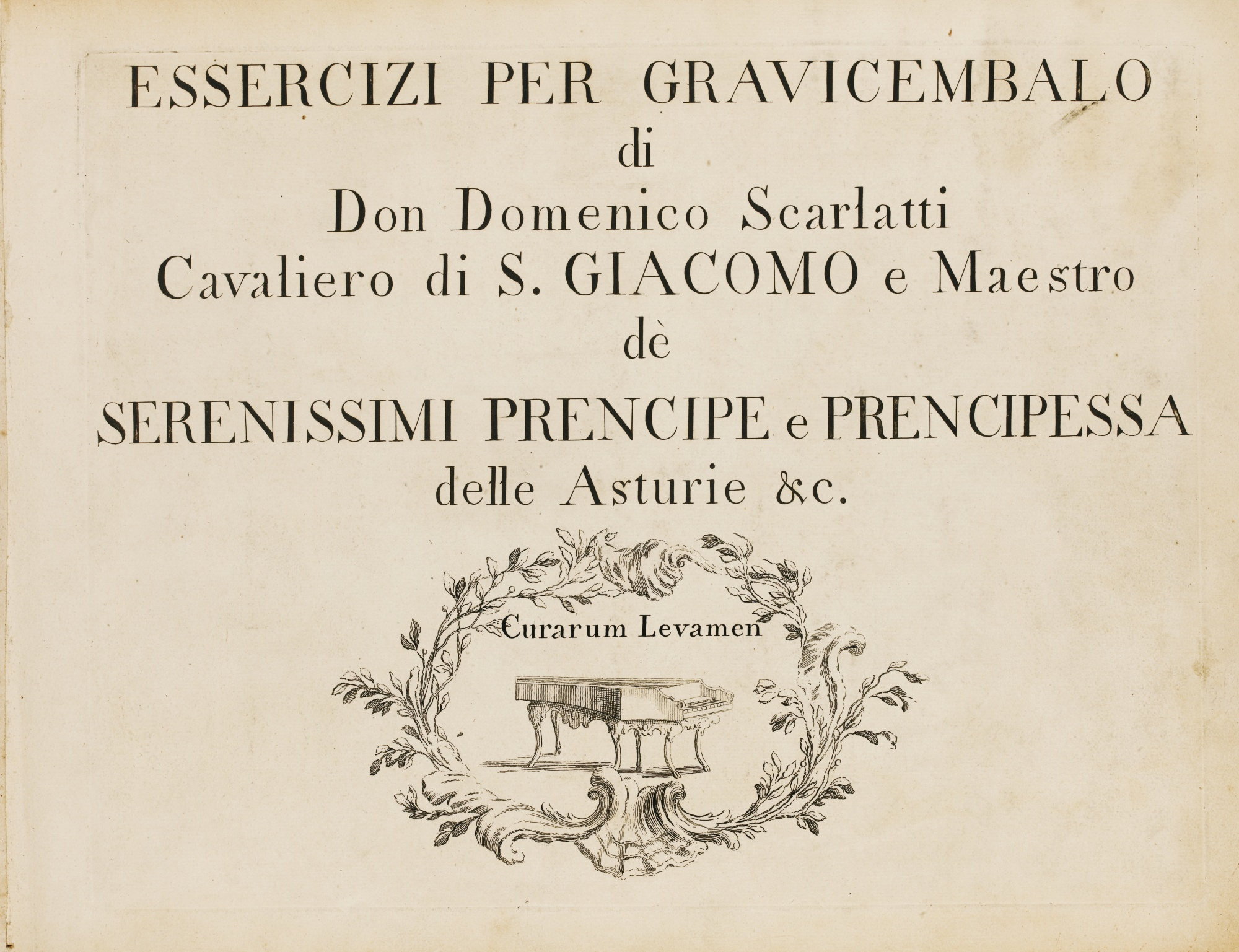
Primera pàgina dels Essercizi per gravicembalo (1738)